# Qolsharifmoskén
Qolsharifmoskén är en moské belägen i Kazans Kreml i Kazan i delrepubliken Tatarstan i Ryssland. Den invigdes 2005.
Ursprungligen byggdes en moské i Kazans Kreml på 1500-talet. Den var uppkallad efter Qolsharif (död 1552)  som var en islamisk religiös ledare i Kazankhanatet. Han fungerade också som diplomat och förhandlade med Moskvariket om khanatets självständighet. 1552 var han en av ledarna för Kazans försvar mot Ivan den förskräckliges trupper. Han deltog också i förhandlingar med ryska representanter vid deras fästning i Sviyask. När belägringen av Kazan startade var Qolsharif och hans studenter med i försvaret. Qolsharif dödades i slaget som slutade med rysk seger och innebar slutet för Kazankhanatets makt.
Moskén, som förstördes i slaget, tros ha haft åtta minareter, och en arkitektur som var typisk för Volgabulgariska riket men inslag av ottomansk och tidig renässansarkitektur kan också ha ingått.
1996 påbörjades återuppbyggnaden av moskén, men med en modern arkitektur. Dess invigning den 24 november 2005 markerade starten för 1000-årsfirandet av Kazans grundande 1005. Moskén fungerar nu huvudsakligen som islamiskt museum, men under de stora islamiska högtiderna samlas många människor för att be.